# La Reina del Albur
Lourdes Ruiz Baltazar (Tepito, 1971-Ciudad de México, 13 de abril de 2019), más conocida como la Reina del Albur o la Verdolaga Enmascarada, fue la primera mujer ganadora del torneo de albur de la Ciudad de México, tallerista y difusora de la cultura popular de Tepito.

## Biografía
Se dio a conocer durante el concurso Trompo contra perinolas en 1997 en el Museo de la Ciudad de México, cuando obtuvo el primer lugar en el torneo de albures. Participó como Cleo en la serie de televisión Crónica de castas, cuyo objetivo fue precisamente la difusión de la cultura del barrio de Tepito sin ofender a nadie.
Realizó un diplomado en conjunto con Alfonso Hernández —cronista y director del Centro de Estudios Tepiteños— sobre albures finos en la Galería José María Velasco, con aval del Instituto Nacional de Bellas Artes y de la Secretaría de Cultura, en donde el público en general aprende acerca de la picardía mexicana y del lenguaje popular de Tepito; al taller asistieron tanto amas de casa como impresionistas. Por su actividad, ha visitado varias ciudades mexicanas y del extranjero.
Falleció la madrugada del 13 de abril de 2019 a los 47 años.

## Obras
Cada que te veo, palpito: Guía básica (y unisex) para alburear ( Lourdes Ruiz, Miriam Mejía Edit, Grijalbo (30 de noviembre de 2018)